# Béatrix de Courtenay
Béatrix de Courtenay, morte après 1245, est une dame noble du royaume de Jérusalem. Elle est la fille aînée et héritière de Josselin III de Courtenay, sénéchal du royaume de Jérusalem, et de son épouse Agnès de Milly.
Le 21 octobre 1186, elle est fiancée à Guillaume de Valence, frère de Guy de Lusignan, mais il n'existe aucune preuve que le mariage ait eu lieu. 
Entre 1191 et 1200, son père Josselin III meurt et elle hérite de ses titres et devient ainsi dame de la seigneurie dite « Seigneurie Josselin III d'Édesse » de suo jure.
Entre 1206 et 1208, elle épouse Othon de Botenlauben, de la maison maison de Henneberg (en), un croisé allemand ainsi qu'un minnesänger (troubadour allemand), qui obtient ainsi la seigneurie de Josselin de jure uxoris. De ce mariage naissent deux enfants :
- Henryde Botenlauben, qui devient chanoine à Wurtzbourg en 1235 ;
- Othon de Botenlauben, qui devient seigneur de Botenlauben ainsi que comte d'Hildenburg à la suite de son mariage en 1228 avec Adelheid de Hildenburg.

En 1220, Béatrix et Othon vendent la « seigneurie Josselin III d'Édesse » à l'ordre Teutonique puis retournent en Allemagne, patrie d'Othon, où ils vivent au château de Botenlauben et fréquentent souvent la cour royale au cours des années suivantes.
En 1231, tous deux fondent l'abbaye cistercienne de moniales de Frauenroth (de) où ils se font tous deux inhumer après leur mort.